# Jungle Fight 83
Jungle Fight 83 foi um evento de artes marciais mistas promovido pelo Jungle Fight, que ocorreu em 28 de novembro de 2015, em Rio de Janeiro, Rio de Janeiro. 
Repleto de nocautes e finalizações, como o presidente Wallid Ismail gosta, o evento coroou a paraense Polyana Viana como nova campeã peso-palha (até 52kg) do maior evento de MMA da América Latina e manteve o título peso-pena (até 66kg) com o campeão Otto Rodrigues. Destaque para os nocautes de Diogo Pink e Jorginho Filho, que aplicaram dois chutes espetaculares em seus adversários.A luta principal teve de tudo um pouco. Tanto no chão quanto em pé, Otto Rodrigues e Deroci Barbosa mostraram que estão no melhor nível do MMA nacional e deram um show para o público que enfrentou a chuva na capital carioca. Atleta da X-gym e natural de Cabo Frio, interior do Rio de Janeiro, Otto tinha a torcida a seu favor e não decepcionou. Dominou o até então invicto Deroci Barbosa durante os três rounds e surpreendeu ao conseguir aguentar um triângulo muito bem encaixado ao final do terceiro assalto. Por decisão unânime dos juízes, Otto manteve seu cinturão e alcançou sua décima vitória na carreira..

## Ligações Externas
1. ↑   (triplo 29-28) manteve o título peso-pena do Jungle Fight
2. ↑  Polyana Viana nova campeã peso-palha
3. ↑   (29-28 30-27 29-28)
4. ↑   (triplo 29-28)
5. ↑   (29-28 29-28 30-27)
6. ↑   (30-27 30-27 30-28)
7. ↑   (29-28 29-28 30-29)
8. ↑   (29-28 29-28 29-28)